# Błażej Brzostek
Błażej Brzostek (ur. 5 kwietnia 1977 w Mińsku Mazowieckim) – polski historyk i pisarz, doktor habilitowany nauk humanistycznych, nauczyciel akademicki na Wydziale Historii Uniwersytetu Warszawskiego.

## Życiorys
W 2001 ukończył Międzydziedzinowe Indywidualne Studia Humanistyczne na Uniwersytecie Warszawskim, pracę magisterską obronił na Wydziale Historii UW. Jego praca magisterska ukazała się drukiem w 2002 pod tytułem Robotnicy warszawscy. Konflikty codzienne 1950−1954. W 2002 uzyskał w École des hautes études en sciences sociales dyplom DEA (Diplôme d'études approfondies). Od 2005 pracował w Instytucie Historycznym UW, przekształconym w 2020 w Wydział Historii UW. W 2005 obronił tam pracę doktorską Życie codzienne w przestrzeni publicznej Warszawy 1955−1970, napisaną pod kierunkiem Włodzimierza Borodzieja. W 2016 uzyskał stopień doktora habilitowanego.
Za książkę Wstecz. Historia Warszawy do początku otrzymał w 2022 Nagrodę Stowarzyszenie Autorów ZAiKS im. Karola Małcużyńskiego za varsaviana oraz Nagrodę Literacką m.st. Warszawy w kategorii „Książka o tematyce warszawskiej”.

## Publikacje
- Robotnicy warszawscy. Konflikty codzienne 1950−1954, Wydawnictwo Trio, Warszawa 2002.
- Za progiem. Codzienność w przestrzeni publicznej Warszawy lat 1955−1970, Wydawnictwo Trio, Warszawa 2007.
- PRL na widelcu, Wydawnictwo Baobab, warszawa 2010.
- Paryże innej Europy. Warszawa i Bukareszt, XIX i XX wiek, Wydawnictwo WAB, Warszawa 2015.
- Wstecz. Historia Warszawy do początku, Muzeum Warszawy, Warszawa 2021.